# 霩𩇐千户所
霩𩇐千户所，明朝时设置的千户所。
洪武二十年（1387年）为拒倭寇置，治所在今浙江省宁波市北仑区东南郭巨，属定海卫。千户所城为信国公汤和所筑。守军1120人。总辖昆亭、梅山、上阳、白峰、峙头、霩𩇐六个乡。清朝年间废置，改设千总驻守。